# مسجد زاكيا كازي
مسجد زاكيا كازي (بالإنجليزية: Zhakiya Kazhi Mosque) هو مسجد تاريخي يقع في وسط مدينة كوكشيتاو عاصمة منطقة أكمولا في الجزء الشمالي من كازاخستان.

## التاريخ
يعد أقدم مسجد جمعة في المدينة وأحد المعالم التاريخية والمعمارية بُني من قبل التتار وتبرعات سكان المدينة بين عامي 1893 و1894.
في عام 1989، وفقًا لقرار اللجنة التنفيذية الإقليمية لكوكشيتاو أعيد فتح المسجد في المدينة، يعد مبنى المسجد اليوم نصبًا تذكاريًا للتراث التاريخي والثقافي لمدينة كوكشيتاو وهو تحت حماية الدولة.

## الوصف

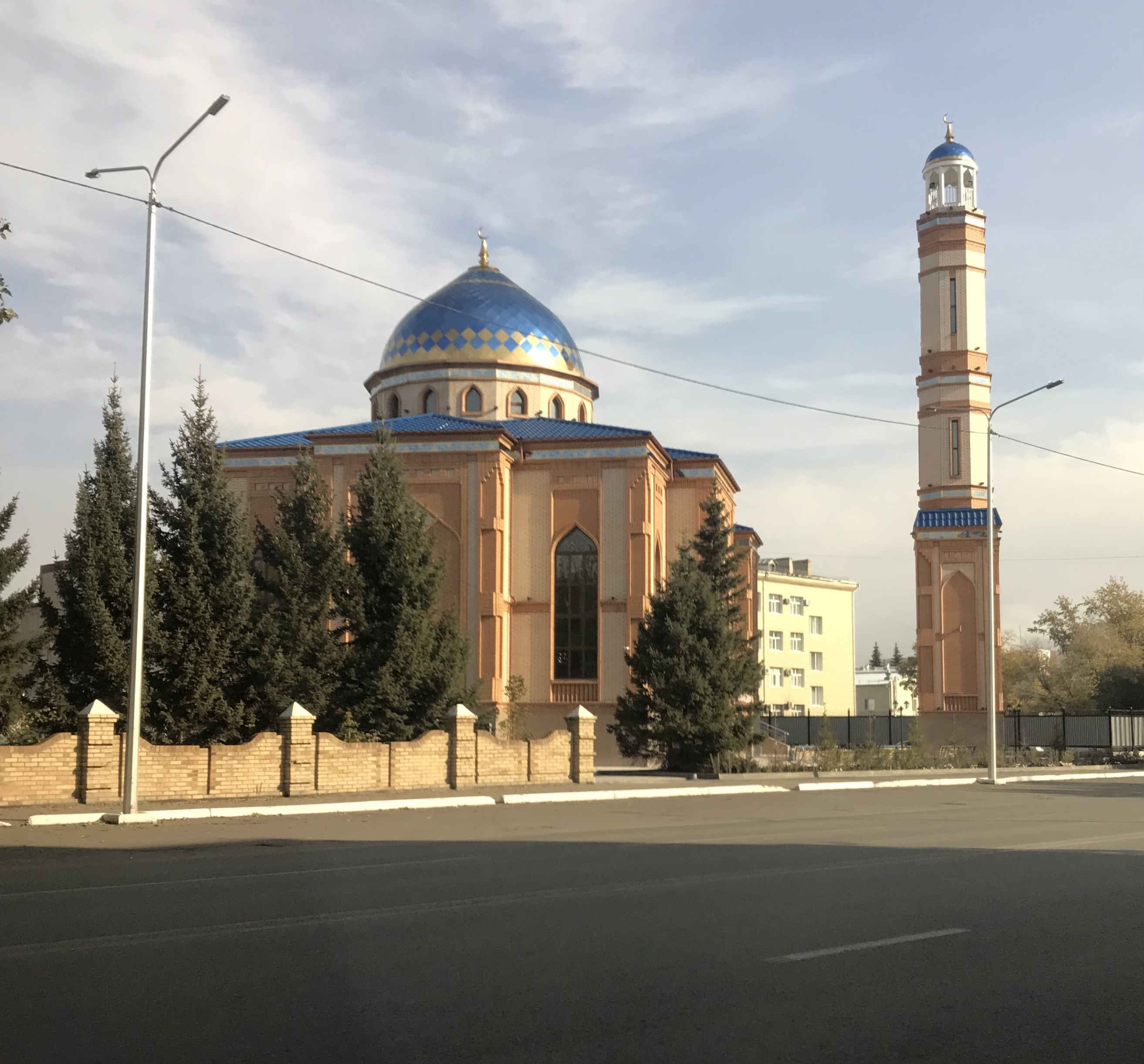
مسجد زاكيا كازي

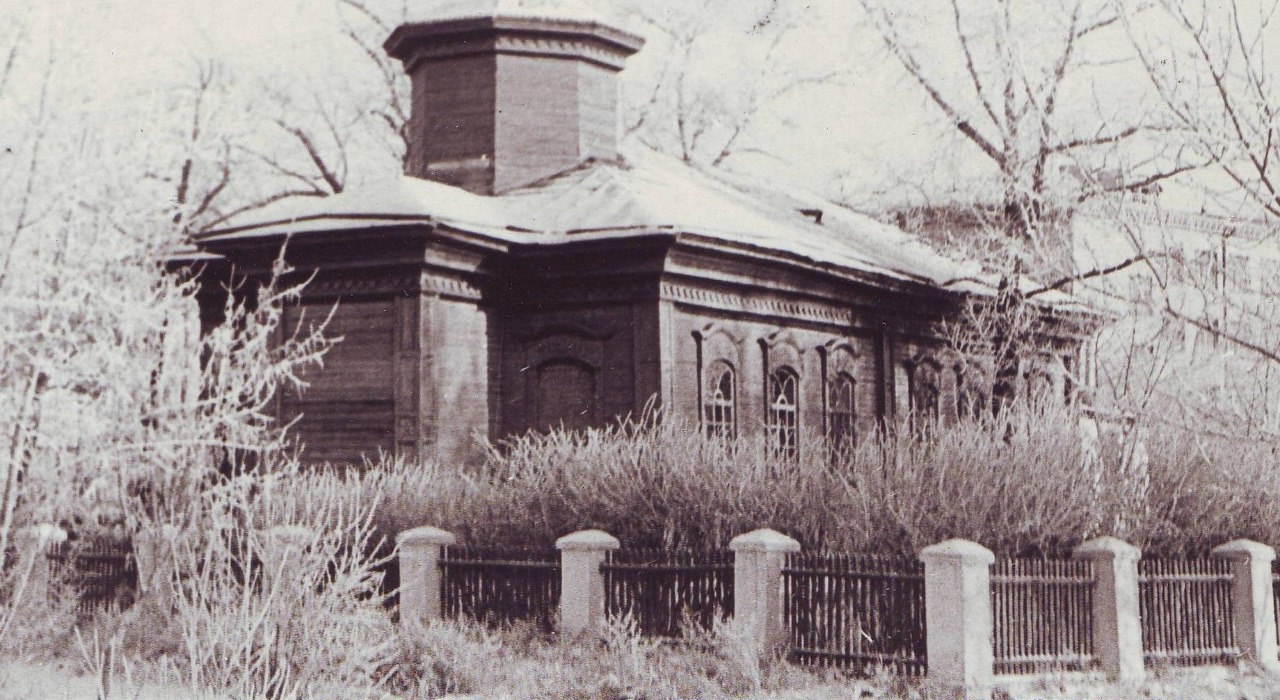
مسجد زاكيا كازي القديم

يتميز المسجد بنوع المساجد والعمارة التتارية، الجدران مصنوعة من جذوع الأشجار والباقي مغلف بألواح ومستطيل الشكل، فوق السطح يوجد مئذنة ذات مستويين مثمن وعلى الحافة الغربية قبة مسطحة على أسطوانة سداسية.
الواجهات مميزة بمزيج من الأشكال الكلاسيكية وعناصر العمارة الخشبية والعوارض مغطاة بأعمدة خشبية، الجزء العلوي والسفلي من النوافذ المقوسة مزين بأنماط نباتية، مع وجود محراب في وسط الجدار الغربي للقاعة مفصول بحاجز عن المدخل.